# Oppåker
Oppåker är en gammal by inte långt från kyrkan och Kungsgården i Hedesunda socken, Gävle kommun. Den finns omnämnd redan år 1356 (Söderfors kvarn), 1424 (jordbyte mellan Ön och Hade), samt 1432 och 1470. Äldre stavningar av ortnamnet: Upåkrum. Opakrum, Vpaker.